# 20. Waffen-Grenadier-Division der SS (estnische Nr. 1)
De 20. Waffen-Grenadier-Division der SS (estnische Nr. 1) was een onderdeel van de Waffen-SS die voornamelijk bestond uit Esten. De divisie werd opgericht in januari 1944 en gaf zich over aan verschillende geallieerde mogendheden in mei 1945.
De divisie heeft tijdens haar hele bestaan aan het oostfront gevochten, eerst bij Narwa en de Tannenberglinie en later aan de Neisse en bij Goldberg. Het embleem van de divisie was een letter E met een gekruist zwaard.

## Geschiedenis

### Oprichting en formatie
De divisie werd gevormd uit eenheden van de 3. Estnische SS Freiwilligen-Brigade, de Ost-Batallions, het 287e Polizei-Fusilier-Batallion en Esten die terugkwamen uit het Finse 200e Infanterie-Regiment. Ook de invoering van de algemene dienstplicht in Estland bracht een aantal rekruten aan. Aangezien de divisie grotendeels bestond uit veteranen, werd ze vrij snel gevechtsklaar bevonden.

### Wapenfeiten in de periode 1944-1945
Op 8 februari werd de divisie toegevoegd aan het IIIe SS Panzerkorps, dat het bruggenhoofd bij Narva verdedigde. Toen de estnische Nr. 1 op 20 februari aan het front arriveerde, kreeg ze bevel een Russisch bruggenhoofd ten noorden van Narwa te vernietigen. Na negen dagen van bloedige gevechten slaagde de divisie in haar opzet en duwde de Russen terug over de rivier. Daarna bleef de divisie echter verwikkeld in zware gevechten langs de herstelde frontlinie. In mei werd de 20. Waffen-Grenadier-Division van de frontlijn gehaald en terug op sterkte gebracht. Na deze vervangingen te hebben ontvangen bestond de divisie uit een 15.000 manschappen.
Toen Steiner het front liet terugplooien op de Tannenberglinie kreeg de estnische Nr. 1 opdracht de eerste heuvel van de linie te verdedigen. Op 25 juli nam de divisie positie in, maar na vier dagen van zware bombardementen en massale aanvallen hadden de Sovjets op 29 juli de linie bij veroverd. Het laatste reserveonderdeel van het Duitse front was het 1e Estse Regiment, dat in een wanhoopsaanval de Russen wist terug te drijven ten koste van vele slachtoffers.
Midden augustus werden beide infanterieregimenten van de estnische Nr. 1 omgevormd tot kampfgruppe en naar de Emajőgi gestuurd om daar de linie te handhaven. De hardnekkige verdediging van de frontlijn door de Esten zorgde ervoor dat het Duitse IIe Armeekorps een aanval kon opzetten om Tartu te heroveren. Deze aanval stokte echter in de buitenwijken van de stad.
Toen in midden september Hitler een algemene terugtrekking uit de Baltische gebieden beval, was het de Esten toegestaan om in hun land te blijven en hun eigen grondgebied te verdedigen. Vele Esten grepen dit voorstel aan en bleven achter in Estland, waar ze samen verder vochten tegen de Sovjets als guerrilla's, Woudbroeders genaamd.
Na de terugtrekking werd de divisie hervormd en in februari 1945 terug naar het front gestuurd. 11.000 Esten waren gebleven en kwamen net op tijd aan om het Russische Wisła-Oderoffensief mee te maken. Dit offensief dwong de Duitse strijdkrachten achter de Oder en de Neisse. Vervolgens raakte de estnische Nr. 1 omsingeld in het gebied rond Oberglogau-Falkenberg-Friedberg. Op 17 maart werd een eerste ontsnappingspoging ondernomen maar die mislukte. Een tweede poging, op 19 maart, lukte wel, maar enkel door de zware wapens en een groot deel van de uitrusting achter te laten. In april werd de divisie overgeplaatst naar het gebied rond Goldberg. Na het Praagse Offensief trachtte de divisie uit te breken naar het westen, om zich daar aan de naderende Amerikanen over te geven.
De lokale Tsjechische bevolking had het op dit plan echter niet begrepen. Elke SS'er die zij in handen konden krijgen werd gemarteld en vernederd en 500 Estse krijgsgevangenen werden door de bevolking vermoord. Van de Esten die erin slaagden de Amerikaanse linies te bereiken, werden een aantal ook opnieuw aan de Sovjets uitgeleverd. Enkele honderden Esten werden na de oorlog opgenomen in speciale Estse eenheden van het Amerikaanse leger en dienden als bewaker bij de Processen van Neurenberg.

## Bekende oorlogsmisdaden
Zeven officieren van de divisie hebben gediend in de concentratiekampen. Eén officier heeft gediend in de Einsatzgruppen. Deze getallen bevatten ook de officieren die voor of na hun dienst in de divisie in de kampen hebben gediend.

## Commandanten[3]
| Commandanten | Begindatum      | Einddatum                | Opmerking                    |
| --- | --------------- | ------------------------ | ---------------------------- |
| SS-Standartenführer der Waffen-SS SS-Oberführer der Waffen-SS SS-Brigadeführer en Generalmajor der Waffen-SS Franz Augsberger | 21 januari 1944 | 19 maart 1945            | Gesneuveld op 19 maart 1945. |
| Waffen-Standartenführer Alfons Rebane                                                                                         | 19 maart 1945   | 20 maart 1945 - mei 1945 | Plaatsvervangend commandant. |
| SS-Sturmbannführer Hans-Joachim Mützelfeldt                                                                                   | 20 maart 1945   |                          | (Ia)                         |
| SS-Oberführer d.R. der Waffen-SS Berthold Maack SS-Brigadeführer en Generalmajor der Waffen-SS                                | 20 maart 1945   | 8 mei 1945               |                              |

## Gebieden van operaties[11]
- Januari 1944 - december 1944: Oostfront; noordelijke sector en Slag om Koerland
- December 1944 - mei 1945: Oostfront; centrale sector, Tsjecho-Slowakije

## Samenstelling
- Waffen-Grenadier Regiment der SS 45 “Estland” (estnische nr. 1)
- Waffen-Grenadier Regiment der SS 46 (estnische nr. 2)
- Waffen-Grenadier Regiment der SS 47(estnische nr. 3)
- Waffen-Artillerie Regiment der SS 20
- SS-Waffen Füsilier Batallion 20
- SS-Waffen Pionere Batallion 20
- SS-Feldersatz Batallion 20
- SS-Waffen Nachrichten Abteilung 20
- SS-Ausbildungs- und Ersatz Regiment 20